# Draft WWE

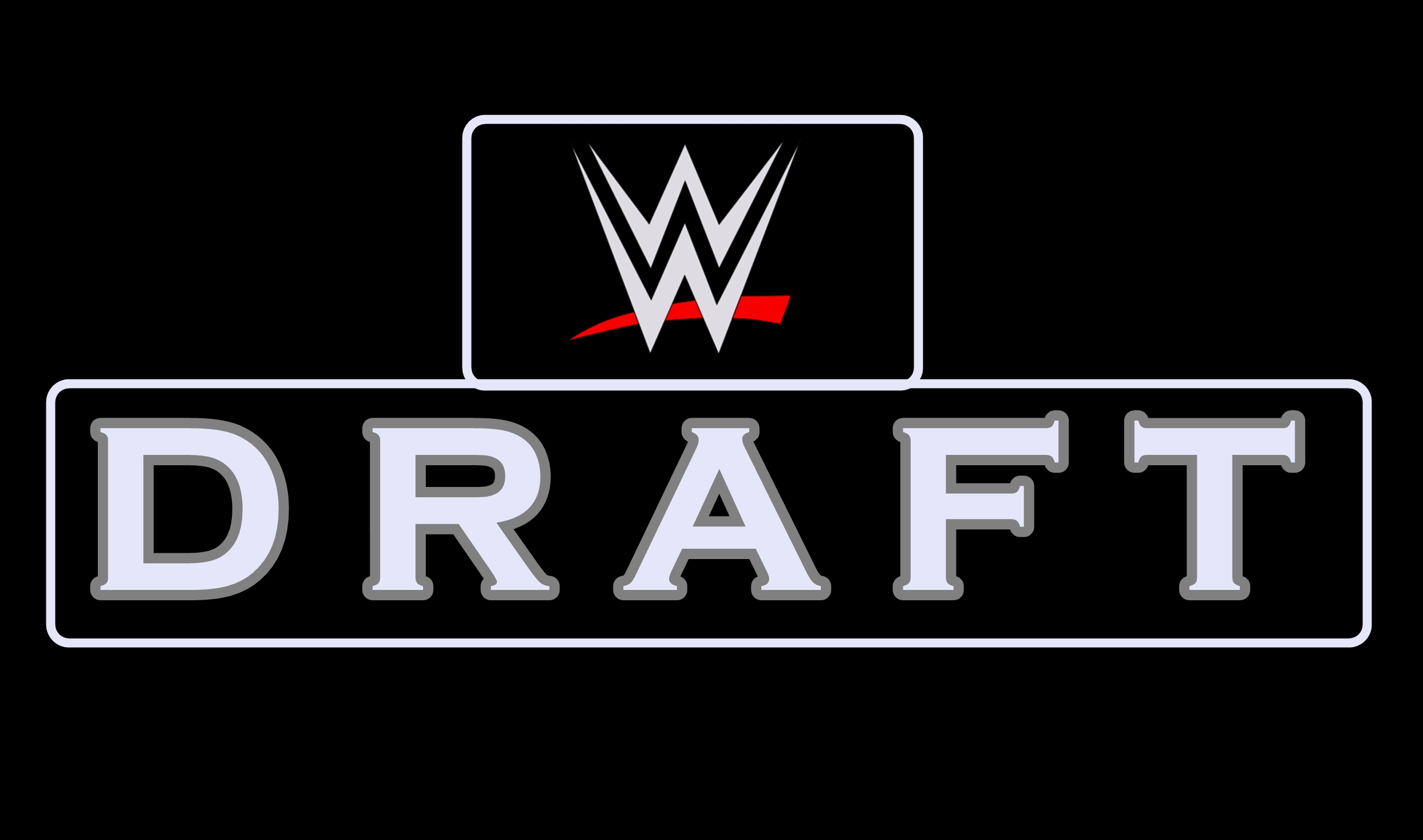
Logo del WWE Draft

Il WWE Draft, noto come WWE Superstar Shake-up tra il 2017 e il 2019, è il metodo utilizzato dalla WWE per permettere lo spostamento dei propri wrestler tra i roster di Raw e SmackDown; tra il 2006 e il 2009, con l'introduzione di ECW come nuovo show, il processo di scambi coinvolse tre diversi roster.
Il sistema, molto simile a quello della draft-lottery utilizzato in NBA, è stato adottato per la prima volta nel 2004 e si è protratto annualmente fino al 2011, quando i roster di Raw e SmackDown sono stati riunificati. Nel 2017, nove mesi dopo la seconda brand extension, il draft è stato ripristinato con il nome di Superstar Shake-up, salvo poi tornare alla denominazione precedente a partire dal 2019.

## Edizioni
| Edizione       | Data/e                     | Prima scelta (roster)       | Ultima scelta (roster)      |
| -------------- | -------------------------- | --------------------------- | --------------------------- |
| 1ª (Dettagli)  | 22 marzo 2004              | René Duprée (SmackDown)     | Booker T (SmackDown)        |
| 2ª (Dettagli)  | 6 giugno–30 giugno 2005    | John Cena (Raw)             | Batista (SmackDown)         |
| 3ª (Dettagli)  | 7 giugno 2006              | Kurt Angle (ECW)            | Rob Van Dam (ECW)           |
| 4ª (Dettagli)  | 11 giugno 2007             | The Great Khali (SmackDown) | Mr. Kennedy (Raw)           |
| 5ª (Dettagli)  | 23 giugno 2008             | Rey Mysterio (Raw)          | Triple H (SmackDown)        |
| 6ª (Dettagli)  | 13 aprile 2009             | MVP (Raw)                   | Rey Mysterio (SmackDown)    |
| 7ª (Dettagli)  | 26 aprile 2010             | Kelly Kelly (SmackDown)     | Chris Jericho (Raw)         |
| 8ª (Dettagli)  | 25 aprile 2011             | John Cena (SmackDown)       | John Cena (Raw)             |
| 9ª (Dettagli)  | 10 aprile–11 aprile 2017   | Apollo Crews (Raw)          | Charlotte Flair (SmackDown) |
| 10ª (Dettagli) | 16 aprile–17 aprile 2018   | Jinder Mahal (Raw)          | R-Truth (SmackDown)         |
| 11ª (Dettagli) | 15 aprile–16 aprile 2019   | The Miz (Raw)               | Jinder Mahal (SmackDown)    |
| 12ª (Dettagli) | 11 ottobre–14 ottobre 2019 | Bray Wyatt (SmackDown)      | Liv Morgan (Raw)            |
| 13ª (Dettagli) | 9 ottobre–12 ottobre 2020  | Seth Rollins (SmackDown)    | Aleister Black (SmackDown)  |
| 14ª (Dettagli) | 1º ottobre–4 ottobre 2021  | Big E (Raw)                 | Gable Steveson (Raw)        |
| 15ª (Dettagli) | 28 aprile–1º maggio 2023   | Bianca Belair (SmackDown)   | Cameron Grimes (SmackDown)  |